# يانيس شاكستن
يانيس شاكستن (بالاتفية:Jānis Čakste) ‏(14 سبتمبر 1859 - 14 مارس 1927) هو سياسي لاتفي ومحامي، شَغلَ مَنصِب أول رئيس لدولة لاتفيا (1918 - 1920)، ومُتحدث باسم الجمعية التأسيسية (1920 - 1922)، وأول رئيس للاتفيا (1922 - 1927).

## روابط خارجية
- يانيس شاكستن على موقع الموسوعة البريطانية (الإنجليزية)